# Eric Ehrmann
Pour les articles homonymes, voir Ehrmann.
Eric Wayne Ehrmann (né à Cleveland, Ohio le 13 août 1946) est un journaliste, blogeur et essayiste américain résidant au Brésil depuis 2008. Il écrit sur le sport et la politique et la relation économique et stratégique entre le Brésil et la France. Il est accrédité par le ministère des affaires étrangères du Brésil (Itamaraty) et était présent lors de la visite d'État à Brasilia du président de la France François Hollande en Décembre 2013 pour des réunions avec le président Dilma Rousseff du Brésil.

## Biographie
Blogueur avec le Huffington Post depuis 2009, ses critiques de la mondialisation soutiennent que l'état d'infrastructures saines tel que préconisé par le philosophe français Raymond Aron, l'économiste américain Joseph Stiglitz et le canadien John Ralston Saul, ont besoin d'être maintenu pour opposer le mouvement mondialiste et éliminer le contrat social entre les gouvernements et les citoyens.
Un des premiers contributeurs de la revue Rolling Stone, il a travaillé sous les ordres du cofondateur Jann Wenner. Rolling Stone a publié son reportage sur la mort de l'écrivain américain Jack Kerouac. Il a également écrit en anglais une critique important du film basé sur le best-seller de Kerouac "Sur la route" pour AOL-Huffington Post aux États-Unis.
Présent à Paris en 1968, il a résidé en France pendant les années 1974-1979, et y a écrit et réalisé des recherches sur les affaires politiques, la liberté culturelle et les programmes sportifs des nations de l'Europe orientale.
Son réseau social à l'époque incluaient Willem, dessinateur à Charlie Hebdo, Fred Painton, le rédacteur en chef de l'édition européenne du magazine Time, le consultant en commerce international Geoffrey Parsons, l'entrepreneur Jacques Pisanti et l'expatrié américain Jim Haynes.
Durant les années 1980 et 1990, dans les articles publiées dans The Christian Science Monitor, le Chicago Tribune, le New York Times et USA Today, il s'est concentré sur les questions de sécurité internationale, y compris les technologies se déplaçant entre l'Amérique du Sud et le Moyen-Orient. En 1995, il a été écrivain en résidence à l'Université du Nouveau-Mexique.
Membre de l'organisation des écrivains internationaux PEN (PEN USA) depuis 1995. Il est un contributeur de The Huffington Post et du Post-Le Monde interactif. Son récent article paru dans Le Post traite de l'affaire DSK. Il y note que le commissaire de police de New York, Ray Kelly, dont les subordonnés ont arrêté Dominique Strauss-Kahn, avait été fait chevalier de la Légion d'honneur par Nicolas Sarkozy en 2005.

## Le Huffington Post-Le Monde et HuffPost Maghreb
Les articles écrits par Eric Ehrmann en français sont apparus sur Le Huffington Post-Le Monde en 2012, au cours de la direction de éditeur en chefAnne Sinclair. Les thèmes de ces articles comprennent l'intimidation et le harcèlement des femmes à Hollywood dans les années 1950. La mort de l'actrice Jean Seberg à Paris, et sa relation avec son mari deux fois lauréat du prix Goncourt Romain Gary (l'un sous un nom de plume). Il a aussi écrit un essai critique questionner la politique de l'ancien ministre de l'Économie Arnaud Montebourg, e les relations France-Brésil, entre autres.
Il écrit parfois sur la dynamique politique du Maghreb et des philosophes comme Frantz Fanon à HuffPost Maghreb.